# Praying with Anger
Praying with Anger är en film från 1992, skriven och regisserad av M. Night Shyamalan. Shyamalan medverkade också själv i filmen, som var hans debut som regissör. Filmen har företrädesvis visats på filmfestivaler och inte haft någon premiär för bred publik. 
Filmen handlar om en ung man (spelad av Shyamalan) som är född i Indien men uppvuxen i USA, som återvänder till Indien under ett år.

## Rollista
| M. Night Shyamalan | – Dev Raman   |
| Mike Muthu         | – Sanjay      |
| Richa Ahuja        | – Rupal Mohan |
| Sushma Ahuja       | – Mrs. Mohan  |